# チャールストン国際空港
チャールストン国際空港（チャールストンこくさいくうこう、英: Charleston International Airport、IATA: CHS）は、アメリカ合衆国サウスカロライナ州東部にある空港。チャールストン中心部の20km北西に立地している。2019年の旅客数は487万人で州内の空港では最大だった。
空港の敷地面積は830haである。旅客ターミナルは南部にあり、西部に空軍基地、東部にはゼネラル・アビエーションの施設がある。また、旅客ターミナル南側にボーイング・サウスカロライナ工場が隣接していて、2021年以降同社787型機全ての最終組立が集約された。滑走路交差する空港の設計上民間機が離着陸走行時空軍基地の駐機場を通過する可能性がある。

## 就航路線
| 航空会社                   | 就航地 |
| -------------------------- | --- |
| サウスウエスト航空         | オースティン、ボルチモア、シカゴ/ミッドウェー、ダラス/ラブ、ヒューストン/ホビー、ナッシュビル、 季節：デンバー、カンザスシティ、セントルイス                                                                  |
| ユナイテッド航空           | シカゴ/オヘア、ニューアーク、 季節：デンバー、ヒューストン/インターコンチネンタル、ワシントン/ダレス |
| ユナイテッド・エクスプレス | シカゴ/オヘア、デンバー、ヒューストン/インターコンチネンタル、ニューアーク、ワシントン/ダレス、 季節：シンシナティ、クリーブランド、コロンバス（OH）、インディアナポリス、ミルウォーキー、ピッツバーグ        |
| アメリカン航空             | シャーロット、ダラス、マイアミ |
| アメリカン・イーグル       | シャーロット、シカゴ/オヘア、ダラス、マイアミ、フィラデルフィア、ワシントン/ナショナル |
| デルタ航空                 | アトランタ、デトロイト、ミネアポリス |
| デルタ・コネクション       | ボストン、デトロイト、ニューヨーク/JFK、ニューヨーク/LGA |
| ブリーズ航空               | アクロン、コロンバス（OH）、ハートフォード、ロングアイランド、ルイビル、ニューオーリンズ、ノーフォーク、ピッツバーグ、プロビデンス（RI）、リッチモンド（VA）、タンパ、ウェストパームビーチ、 季節：ハンツビル |
| アレジアント航空           | シンシナティ、コロンバス（OH）、インディアナポリス、ピッツバーグ、プンタゴーダ、 季節：セントルイス |
| フロンティア航空           | 季節：デンバー、フィラデルフィア、トレントン |
| シルバー・エアウェイズ     | フォートローダーデール、オーランド、タンパ |
| アラスカ航空               | シアトル |